# Jerry Orbach
Pour les articles homonymes, voir Orbach.
Jerry Orbach, est un acteur et chanteur américain, né le 20 octobre 1935 à New York, États-Unis, et mort le 28 décembre 2004 dans cette même ville.
Trois de ses rôles les plus connus sont les personnages de Lennie Briscoe, l'inspecteur de New York, police judiciaire, de Harry McGraw, le détective privé dans Arabesque et du père de Jennifer Grey dans Dirty Dancing.

## Biographie
Jerry Orbach naît dans le quartier du Bronx. Son père, Leon Orbach, juif séfarade venu de Hambourg, tient un restaurant tout en se produisant comme acteur de vaudeville,. Sa mère, Emily Olexy, née en Pennsylvanie dans une famille catholique d'origine polonaise et lituanienne, est chanteuse à la radio,.

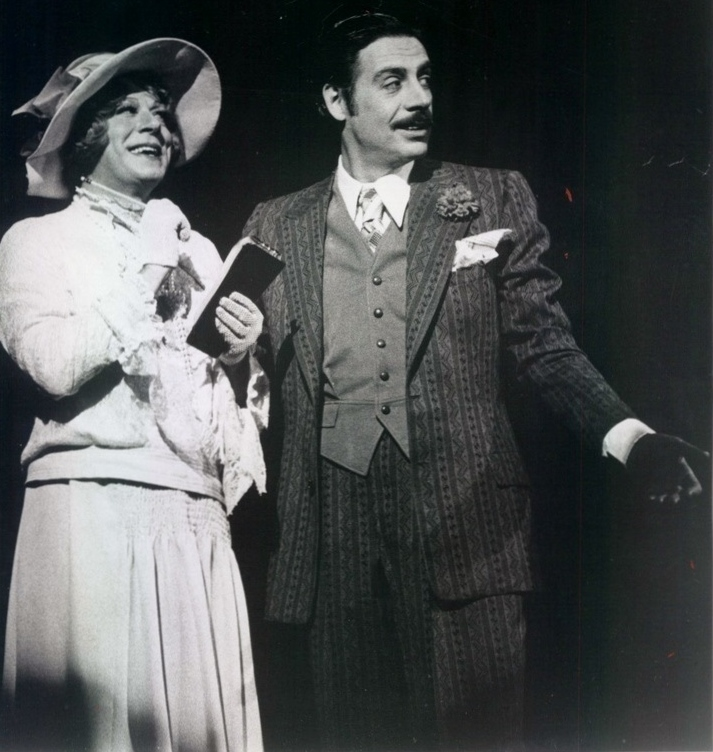
Lors de la comédie musicale Chicago en 1976, avec Michael O'Haughey.

En 1955, Jerry Orbach fait ses débuts sur scène dans l'adaptation en anglais de L'Opéra de quat'sous (The Threepenny Opera) de Bertolt Brecht et Kurt Weill off-Broadway. La même année, il décroche un petit rôle dans l'adaptation cinématographique de la comédie musicale Blanches colombes et vilains messieurs (Guys and Dolls).
En 1958, Jerry Orbach apparaît dans Un tueur se promène (Cop Hater) de William Berke. 
En 1960, il est remarqué pour sa création du rôle de El Gallo dans la comédie musicale The Fantasticks de Harvey Schmidt et Tom Jones. 
En 1961, Jerry Orbach débute dans le téléfilm Twenty-Four Hours in a Woman's Life de Silvio Narizzano
En 1963, il apparaît dans la série télévisée The Nurses dans l’épisode Field of Battle. 
En 1965, il apparaît dans une reprise de Blanches Colombes et vilains messieurs
En 1966, il donne la réplique à Ethel Merman pour la reprise d'Annie Get Your Gun enregistrée l'année suivante pour la télévision et diffusée sur NBC.
En 1968, il crée la comédie musicale Promises, Promises de Neil Simon, Burt Bacharach et Hal David, qui lui vaut un Tony Award du meilleur acteur dans une comédie musicale et un Drama Desk Award de la meilleure interprétation, suivi des créations de Chicago de Bob Fosse, Fred Ebb et John Kander en 1975.
En 1980, il joue dans 42nd Street de Michael Stewart, Mark Bramble et Bradford Ropes.
En 1981, il joue dans Le Prince de New York (Prince of the City) de Sidney Lumet
Il prête aussi sa voix à Lumière dans le long métrage d'animation La Belle et la Bête (Beauty and the Beast) et ses suites, dans lesquels on peut l'entendre s'exprimer dans un français parfait.
Son interprétation du rôle épisodique du détective privé Harry MacGraw, ami de Jessica Fletcher, dans la série Arabesque (Murder, She Wrote), incite les producteurs à lui confier le rôle principal d'une série dérivée, La Loi du privé (The Law and Harry McGraw). Mais c'est surtout son rôle de Lennie Briscoe dans la série télévisée New York, police judiciaire (Law & Order) qui lui apporte la popularité et avec laquelle il gagnera un Screen Actors Guild Award du meilleur acteur dans une série télévisée dramatique.
Il interprète Jack Houseman, le père de Frédérique dite « Bébé », rôle tenu par Jennifer Grey dans Dirty Dancing d’Emile Ardolino (1987) et également Jack Rosenthal, frère de Judah Rosenthal, rôle tenu par Martin Landau dans Crimes et Délits (Crimes and Misdemeanors) de Woody Allen (1989). 
La chaîne de télévision Bravo a classé le personnage de Lenny Briscoe, à la 30e place, sur la liste des grands personnages de télévision de tous les temps. 

## Décès
En janvier 1994, un cancer de la prostate est diagnostiqué. Le 28 décembre 2004, Jerry Orbach en meurt au Memorial Sloan-Kettering Cancer Center de New York. 
Il repose à la Trinity Church (Manhattan, New-York)   aux côtés de son épouse Elaine.

## Vie privée
En 1958, il épouse Marta Curro. Ils auront deux enfants, Anthony Nicholas et Christopher Benjamin. Ils divorcent en 1975.
En 1979, il épouse Elaine Cancilla (1940-2009) qu'il a rencontrée plusieurs années plus tôt alors qu'ils apparaissaient ensemble dans la production théâtrale originale de Broadway de la comédie musicale Kander & Ebb. Elaine Cancilla Orbach (en).

## Filmographie

### Longs-métrages
- 1955 : Blanches colombes et vilains messieurs (Guys and Dolls) de Joseph L. Mankiewicz : le client du barbier
- 1958 : Un tueur se promène (Cop Hater) de William Berke : Joe « Mumzer » Sanchez
- 1961 : Mad Dog Coll de Burt Balaban : Joe Clegg
- 1963 : Bye Bye Birdie de George Sidney : Bob, le producteur d’Ed Sullivan Show
- 1964 : Ensign Pulver
- 1965 : L'Encombrant Monsieur John (John Goldfarb, Please Come Home!) de J. Lee Thompson : Pinkerton
- 1971 : The Gang That Couldn't Shoot Straight de James Goldstone : Kid Sally
- 1972 : A Fan's Notes d’Eric Till : Fred
- 1975 : Foreplay de[Qui ?] : Jerry Lorsey
- 1977 : La Sentinelle des maudits (The Sentinel) de Michael Winner : Michael Dayton
- 1981 : Underground Aces de Robert Butler : Herbert Penlittle
- 1981 : Le Prince de New York de Sidney Lumet : l’inspecteur Gus Levy
- 1985 : Comment claquer un million de dollars par jour (Brewster's Millions) de Walter Hill : Charley Pegler
- 1986 : L'Image mortelle (The Imagemaker) de Hal Weiner : Byron Caine
- 1986 : F/X, effets de choc (F/X) de Robert Mandel : Nicholas DeFranco
- 1987 : I Love N. Y. de Gianni Bozzacchi : Leo
- 1987 : Dirty Dancing d’Emile Ardolino : Dr Jake Houseman
- 1987 : Traquée (Someone to Watch Over Me) de Ridley Scott : le lieutenant Garber
- 1989 : Dernière Sortie pour Brooklyn (Last Exit to Brooklyn) d’Uli Edel  : Boyce
- 1989 : Crimes et Délits (Crimes and Misdemeanors) de Woody Allen : Jack Rosenthal
- 1990 : Galacticop (A Gnome Named Gnorm) de Stan Winston : Stan Walton
- 1991 : Justice sauvage (Out For Justice) de John Flynn : le capitaine Ronnie Donziger
- 1991 : L'École des héros (Toy Soldiers) de Daniel Petrie Jr. : Albert Trotta
- 1991 : Delusion de Carl Colpaert : Larry
- 1991 : Un crime dans la tête (Delirious) de Tom Mankiewicz : Lou Sherwood
- 1991 : California Casanova de Nat Christian : Constantin Rominoffski
- 1991 : Dead Women in Lingerie d’Erica Fox : Bartoli
- 1992 : Franc-parler (Straight Talk) de Barnet Kellman : Milo Jacoby
- 1992 : Universal Soldier de Roland Emmerich : Dr Christopher Gregor
- 1992 : Mr. Saturday Night de Billy Crystal : Phil Gussman
- 1993 : Les Veuves joyeuses (The Cemetery Club) de Bill Duke (non crédité)
- 1999 : Temps de Maria Burton : le présentateur
- 2000 : Chinese Coffee d’Al Pacino : Jake Manheim
- 2000 : Prince of Central Park de  John Leekley : l’homme d’affaires
- 2002 : Manna from Heaven de Gabrielle Burton et Maria Burton : le présentateur du concours de valse

### Courts-métrages
- 1983 : The Special Magic of Herself the Elf de Raymond Jafelice : King Thorn (voix)
- 1989 : The Flamingo Kid de Richard Rosenstock : Phil Brody

### Téléfilms
- 1961 : Twenty-Four Hours in a Woman's Life de Silvio Narizzano : Cristof
- 1967 : Annie Get Your Gun de Clark Jones : Charles Davenport
- 1980 : Alex and the Doberman Gang de Byron Chudnow : Rogers
- 1982 : Plaza Suite de Harvey Medlinsky : Roy Hubley / Jesse Kiplinger / Sam Nash
- 1983 : An Invasion of Privacy de Mel Damski : Sam Bianchi
- 1984 : The Streets de Gary Sherman : le sergent Max Grozzo
- 1987 : La Rançon mexicaine (Love Among Thieves) de Roger Young : Spicer
- 1989 : Perry Mason : Meurtre à Broadway (Perry Mason: The Case of the Musical Murder) de Christian I. Nyby II : Blaine Counter
- 1990 : Le Témoin (Kojak: None So Blind) d’Alan Metzger : Tony Salducci
- 1990 : In Defense of a Married Man de Joel Oliansky : Alan Michelson
- 1991 : Perry Mason : L'Affaire des ambitions perdues (Perry Mason: The Case of the Ruthless Reporter) de Christian I. Nyby II : Vic St. John
- 1992 : En route pour Broadway (Broadway Bound) de Paul Bogart : Jack Jerome
- 1992 : New York, alerte à la peste (Quiet Killer) de Sheldon Larry : Dr Vincent Califano
- 1992 :  Mastergate de Michael Engler : Clifton Byers
- 1998 :  Police contre police (Exiled) de Jean de Segonzac : l’inspecteur Lennie Briscoe

### Séries télévisées
- 1963 : The Nurses : Steve Ford (saison 1, épisode 31 : Field of Battle)
- 1964 : Camera Three : Larry Foreman (saison 10, épisode 13 : The Cradle Will Rock)
- 1965 : Les Accusés (The Defenders) : J.P. Loring (saison 4, épisode 25 : The Sworn Twelve)
- 1968 : On ne vit qu'une fois (One Life to Live) : Irwin Keyser (1980-1981)
- 1973 : Love, American Style : Homer « Arsenal » Andrews (saison 5, épisode 6 : Love and the Hoodwinked Honey)
- 1973 : Diana : Donald Kirby (saison 1, épisode 12 : Never, Never, Ever Again... Maybe)
- 1975 : Médecins d'aujourd'hui (Medical Center) : Josh (saison 6, épisode 17 : The Captives)
- 1975 : Kojak : Brubaker (saison 3, épisode 1 : A Question of Answers)
- 1980 : Buck Rogers : Lars Mangros (saison 1, épisode 19 : Space Rockers)
- 1980 : Trapper John, M.D. : Dr Beeker (saison 1, épisode 22 : Hot Line)
- 1983 : Ryan's Hope : M. Brahm (saison 1, épisode 2004)
- 1985 : Our Family Honor : Brian Merrick (2 épisodes)
- 1985-1991 : Arabesque : Harry McGraw (6 épisodes)
- 1986 : Dream West : le capitaine John Sutter (2 épisodes)
- 1986 : Les Aventures des Galaxy Rangers (The Adventures of the Galaxy Rangers) : Zachary Foxx (voix)
- 1987 : Out on a Limb : Mort Viner (saison 1, épisode 1)
- 1987 : Histoires de l'autre monde (Tales from the Darkside) : Roberts (saison 3, épisode 17 : Everybody Needs a Little Love)
- 1987 : Le Voyageur (The Hitchhiker) : Cameron (saison 4, épisode 13 : Cabin Fever)
- 1987-1988 : La Loi du Privé (The Law and Harry McGraw) : Harry McGraw (16 épisodes)
- 1988 : Simon et Simon (Simon & Simon) : Harrison / Malcolm Shanley III (saison 8, épisode 5 : Ain't Gonna Get It from Me, Jack)
- 1990 :  Rick Hunter : Sal Scarlatti (saison 6, épisode 13 : Son and Heir)
- 1990 :  Les Craquantes (The Golden Girls) : Glen O'Brien (saison 5, épisode 22 : Cheaters)
- 1990 :  Madame est servie (Who's the Boss?) : Nick (saison 7, épisode 10 : Starlight Memories)
- 1991- 2004 :  New York, police judiciaire (Law & Order) : l’inspecteur Lennie Briscoe (274 épisodes)
- 1992 :  La Maison en folie (Empty Nest) : Arthur (2 épisodes)
- 1996 :  Frasier : Mitch (saison 3, épisode 17 : High Crane Drifter ; voix)
- 1992-1999 :  Homicide (Homicide: Life on the Street) : l’inspecteur Lennie Briscoe (3 épisodes)
- 1999-2000 :  New York, unité spéciale (Law and Order: Special Victims Unit) : l’inspecteur Lennie Briscoe (3 épisodes)
- 2001 :  New York, section criminelle (Law and Order: Criminal Intent) : l’inspecteur Lennie Briscoe (saison 1, épisode 7 : Poison)
- 2005 : New York, cour de justice (Law and Order: Trial by Jury) : l’inspecteur Lennie Briscoe (2 épisodes)

## Doublage
- 1983 : The Special Magic of Herself the Elf : le roi Thorn
- 1991 : La Belle et la Bête (Beauty and the Beast) de Gary Trousdale et Kirk Wise : Lumière
- 1995 : Aladdin et le Roi des voleurs (Aladdin and the King of Thieves) de Tad Stones : Sa'luk
- 1997 : La Belle et la Bête 2 (Beauty and the Beast: The Enchanted Christmas) d’Andrew Knight : Lumière
- 1998 : Le Monde magique de la Belle et la Bête (Belle's Magical World) de divers réalisateurs : Lumière
- 2000 : La Route d'Eldorado : Old Man
- 2001-2002 : Tous en boîte (House of Mouse) : Lumière (8 épisodes)
- 2003 : Mickey's PhilharMagic : Lumière

## Jeux vidéos
- 2003 : New York, police judiciaire : La Mort dans l'arme : l'inspecteur Lennie Briscoe
- 2004 : New York, police judiciaire : Quitte ou double : l'inspecteur Lennie Briscoe
- 2005 : New York, police Judiciaire : Jeu, set et meurtre : l'inspecteur Lennie Briscoe

## Distinctions

### Récompenses
- 1969 : Tony Award du meilleur acteur dans une comédie musicale pour Promises, Promises
- 1969 : Drama Desk Award du meilleur second rôle masculin dans une comédie musicale pour Promises, Promises
- 2005 : Screen Actors Guild Award du meilleur acteur dans une série télévisée dramatique pour New York, police judiciaire

### Nominations
- 1965 : Tony Award du meilleur acteur dans une comédie musicale pour Blanches colombes et vilains messieurs
- 1976 : Tony Award du meilleur acteur dans une comédie musicale pour Chicago
- 1976 : Drama Desk Award du meilleur second rôle masculin dans une comédie musicale pour Chicago
- 1983 : Tony Award du meilleur acteur dans une comédie musicale pour 42nd Street
- 1981 : National Society of Film Critics Award du meilleur acteur dans un second rôle pour Le Prince de New York
- 1981 : New York Film Critics Circle Award du meilleur acteur dans un second rôle pour Le Prince de New York
- 1990 : Primetime Emmy Award du meilleur acteur invité dans une série télévisée comique pour Les Craquantes
- 1992 : Primetime Emmy Award du meilleur acteur dans un second rôle dans une mini-série ou un téléfilm pour Broadway Bound
- 1997 : Primetime Emmy Award du meilleur acteur dans une série télévisée dramatique pour New York, police judiciaire
- 2000 : Viewers for Quality Television Award du meilleur acteur dans un second rôle dans une mini-série ou un téléfilm pour New York, police judiciaire
- 2004 : Screen Actors Guild Award de la meilleure distribution pour une série télévisée dramatique pour New York, police judiciaire

## Honneurs

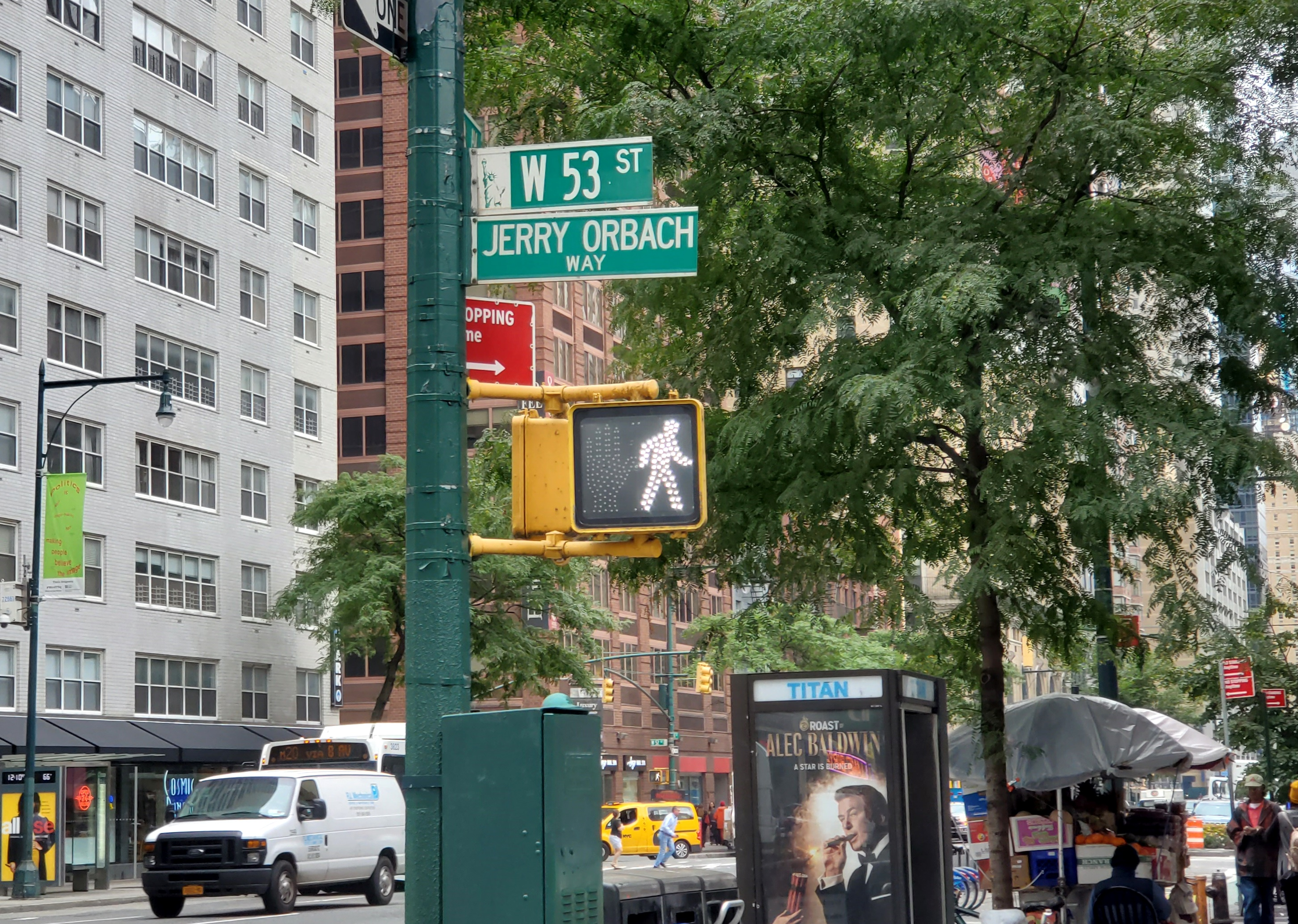
La 53e rue sur la 8e avenue à New York City, nommée Jerry Orbach.

- L'angle de la 8e avenue et de la 53e rue est renommé en son nom le 18 septembre 2008[8].
- En 2007, est nommé en son honneur le Jerry Orbach Theater, dans une partie du Snapple Theater Center dans la ville de  New York[9]. Le théâtre fut construit avec la générosité de Dick Wolf, créateur de la série New York, police judiciaire[10]

## Voix françaises
En France, Jerry Orbach est doublé par Daniel Gall et aussi Daniel Beretta dans le film d'animations principales La Belle et la Bête sorti en 1991.
- Daniel Gall (1938-2012) dans : 
  - New York, police judiciaire (série télévisée)
  - Le Retour de l'inspecteur Logan (téléfilms)
  - New York, cour de justice (série télévisée)
  - Arabesque (série télévisée)
  - New York, section criminelle (série télévisée)
  - La Loi du privée (série télévisée)
- Daniel Beretta dans :
  - La Belle et la Bête (voix)
  - Le Monde magique de la Belle et la Bête (voix)

Autres doubleur français :
- Jean-Claude Donda dans La Belle et la Bête 2 (voix)
- Pierre Hatet (*1930-2019) dans Dirty Dancing
- Alain Dorval dans Aladdin et le Roi des voleurs (voix)
- Jacques Deschamps (*1931-2001) dans Justice sauvage
- Yves Massard (*1923-1996) dans Le Prince de New York